# Eurycea
<
Eurycea är ett släkte av groddjur som ingår i familjen lunglösa salamandrar.
Dessa salamandrar förekommer i östra USA och i sydöstra Kanada.
Arter enligt Catalogue of Life:
- Eurycea aquatica
- Eurycea bislineata
- Eurycea chamberlaini
- Eurycea chisholmensis
- Eurycea cirrigera
- Eurycea guttolineata
- Eurycea junaluska
- Eurycea latitans
- Eurycea longicauda
- Eurycea lucifuga
- Eurycea multiplicata
- Eurycea nana
- Eurycea naufragia
- Eurycea neotenes
- Eurycea pterophila
- Eurycea quadridigitata
- Eurycea rathbuni
- Eurycea robusta
- Eurycea sosorum
- Eurycea spelaea
- Eurycea tonkawae
- Eurycea tridentifera
- Eurycea troglodytes
- Eurycea tynerensis
- Eurycea wallacei
- Eurycea waterlooensis
- Eurycea wilderae